# Матырский
Маты́рский — микрорайон в Левобережном округе города Липецка.
Возник для расселения нескольких поселений вдоль реки Матыры. В 1960-х годах планировалось превратить реку в Матырское водохранилище, для чего было необходимо переселить часть жителей Казинки, Ярлукова, Каменного, а также расселить несколько посёлков, в том числе Боровской и Путь Пахаря.
Официально решение о строительстве поселка вышло 4 декабря 1961 года. Однако сама стройка началась в 1967 году и окончена в 1970-х. Большей частью посёлок был застроен трёхэтажными типовыми домами и несколькими объектами социальной инфраструктуры.
Матырский расположился вдоль Грязинского шоссе у поворота на село Казинку (Саратовская улица).
В 1976 году Матырскому был придан статус посёлка городского типа; тогда же он был передан Липецку. Поселковая администрация упразднена в марте 1994 года. В 1998 году посёлок окончательно вошёл в состав городской черты (до этого он находился на территории соседнего Грязинского района, но в подчинении администрации Липецка).
22 сентября 2006 года в Матырском открылся парк и расположенный в нём спорткомплекс. Парк заложили на пустыре площадью 3,6 га. Здесь разбиты аллея молодоженов, клумбы, проложены мощёные дорожки. В спорткомплекс входят футбольное поле, хоккейная коробка, площадки с гимнастическими снарядами, теннисными столами и для игры в городки.
19 июля 2014 года, ко Дню Города, на территории парка, был открыт плавательный бассейн «Матырский». Объект обошёлся почти в 113 миллионов рублей, которые были выделены из городского бюджета. Чаша размером 13,5 на 25 метров имеет шесть дорожек. Уникальность бассейна в том, что вода в нём очищается не хлором, а с помощью ионов серебра, что безопасно для здоровья. В новом спортсооружении оборудованы удобные раздевалки, душевые, есть тренажёрный зал и комната отдыха. На территории возле бассейна — спортивная площадка с современным искусственным покрытием..

## Транспорт
В Матырский ходят автобусы № 40, №40а, №106, №112.

## Администрация
На Моршанской улице, 7, расположен Матырский отдел по работе с населением (администрация).

## Улицы, переулки и проезд
Улицы
- Абрико́совая улица проходит от улицы Надежды до Жасминового переулка между улицами Славянской и Папанина. В районе коттеджной застройки посёлка многие улицы имеют фруктово-ботанические имена. Название Абрикосовой улице дано по этой традиции. Улица образована 8 июня 1993 года, застроена частными малоэтажными домами. Протяжённость 350 м.
- Алта́йская улица проходит от Сельскохозяйственной улицы до Калужской улицы (между Саратовской и Мурманской улицами). Образована в начале 1970-х годов как Юбиле́йный переу́лок. 3 августа 1976 года получила нынешнее имя (по Алтаю) при переименовании всех улиц в посёлке, имевших «тёзок» в остальной части Липецка (в городе уже существовала Юбилейная улица). Нумерация домов Алтайской улицы особая. На левой стороне стоят дома под № 1, 2… — 7; на правой — № 8, 9… — 14. Застройка частная. Протяжённость 180 м.
- Улица Ану́фриева проходит от улицы Надежды до улицы Барабанщикова. Улица образована 26 апреля 1995 года и названа в честь летчика М. А. Ануфриева (1921—2002), Героя Советского Союза, уроженца Липецка. Застроена частными домами (коттеджами). Имеет нумерацию только по четной стороне. Протяжённость 450 м.
- Улица Бараба́нщикова проходит в крайней северо-западной части посёлка от улицы Ануфриева до Дальней улицы вдоль садоводств. Названа в честь А. В. Барабанщикова. До 1942 года Александр Васильевич Барабанщиков был председателем горисполкома Липецка, но затем первым из местных руководителей отказался от брони и ушёл на фронт. Улица имеет коттеджную застройку. Протяжённость 550 м.
- Улица Баси́нского проходит от улицы Полунина до улицы Барабанщикова (между улицами Знаменского и Красивой). Пересекает Беличий переулок и улицу Бахаева. Улица образована 26 апреля 1995 года и названа в честь летчика В. Л. Басинского (1919—1994), Героя Советского Союза, уроженца Грязинского района. Застроена частными домами (коттеджами). Протяжённость 350 м.
- Улица Бахаева проходит от улицы Ануфриева до Дальней улицы (между улицами Барабанщикова и Полунина). Пересекает улицы Знаменского, Басинского, Красивую и Граничную. Улица образована 26 апреля 1995 года и названа в честь летчика С. А. Бахаева (1922—1995), Героя Советского Союза, уроженца Грязинского района. Застроена частными домами (коттеджами). Протяжённость 500 м.
- Василько́вая улица проходит до Каштанового проезда между Ромашковой и Земляничной улицами, начинаясь в ста метрах от Грязинского шоссе. Образована 22 августа 2000 года в новом районе индивидуальной застройки, который расположился в юго-западной части посёлка. Название условное. Протяжённость 300 м.
- Гру́шевая улица проходит от Радужной улицы в сторону Грязинского шоссе (между Малиновой и Ореховой улицами). Образована в новом участке индивидуальной застройки, располагавшемся к западу от посёлка, но входившем в состав Грязинского района. Первоначально улица называлась Берёзовой. В марте 2006 года этот участок передали Липецку и включили в состав посёлка, а улица получила своё нынешнее имя. Улица застраивается частными домами (коттеджами). Протяжённость 450 м.
- Да́льняя улица проходит в крайней северо-западной части посёлка от улицы Барабанщикова до улицы Полунина между Граничной улицей и садоводствами. Образована 24 июня 2003 года. Название получила из-за наибольшей удалённости от Грязинского шоссе из всех улиц посёлка. Застройка индивидуальная. Протяжённость 300 м.
- Земляни́чная улица проходит между улицами Надежды и Васильковой до Каштанового проезда. Образована 22 августа 2000 года. Название условное. Улица застраивается частными домами (коттеджами). Протяжённость 300 м.
- Улица Зна́менского проходит от улицы Полунина до улицы Барабанщикова (между улицами Ануфриева и Басинского). Пересекает Беличий переулок и улицу Бахаева. Образована 26 апреля 1995 года. Названа в честь Героя Советского Союза уроженца Липецка В. И. Знаменского (1923—1992). Эта часть Матырского застроена частными домами (коттеджами). Протяжённость 350 м.
- И́вовая улица проходит от Радужной улицы в сторону Грязинского шоссе (между Ореховой и Лозовой улицами). Образована на новом участке индивидуальной застройки, располагавшемся к западу от посёлка, но входившем в состав Грязинского района. Первоначальное название — у́лица Ломоно́сова (в честь великого русского учёного и поэта М. В. Ломоносова). В марте 2006 года этот участок передали Липецку и включили в состав Матырского, а улица получила своё нынешнее имя. Протяжённость 450 м.
- Кавка́зская улица проходит от Сельскохозяйственной до Калужской улицы (между Уральской и Мурманской улицами. Образована в начале 1970-х годов как Со́лнечный переулок. 3 августа 1976 года получила нынешнее имя (по Кавказу) при переименовании всех улиц в посёлке, имевших «тёзок» в остальной части Липецка (в городе уже существовала Солнечная улица). Улица имеет частную застройку. Протяжённость 180 м.
- Калу́жская улица проходит от Саратовской до Уральской улицы. Образована в начале 1970-х годов как Сосно́вая улица. 3 августа 1976 года получила нынешнее имя (по городу Калуге) при переименовании всех улиц в посёлке, имевших «тёзок» в остальной части Липецка (в городе уже существовал Сосновый переулок). Улица имеет частную застройку. Протяжённость 180 м.
- Краси́вая улица проходит от улицы Полунина до улицы Барабанщикова (между улицами Басинского и Граничной). Пересекает Беличий переулок и улицу Бахаева. Образована 24 июня 2003 года в новом участке застройки в северо-западной части посёлка. Возможно, название связано с живописным характером окружающей местности (садово-лесная зона). Улица застраивается частными домами (коттеджами). Протяжённость 350 м.
- Лозо́вая улица проходит от Радужной улицы в сторону Грязинского шоссе (между Черешневой и Ивовой улицами). Образована на новом участке индивидуальной застройки, располагавшемя к западу от посёлка, но входившем в состав Грязинского района. Первоначально называлась улицей Бу́нина (в честь писателя Ивана Бунина). 1 марта 2006 года этот участок передали Липецку и включили в состав Матырского, а улица получила своё нынешнее имя. Протяжённость 520 м.
- Мали́новая улица проходит до Каштанового проезда между Ромашковой и Грушевой улицами, начинаясь в ста метрах от Грязинского шоссе. Образована 22 августа 2000 года в новом участке застройки в юго-западной части посёлка. Название условное. Улица застраивается частными домами (коттеджами). Протяжённость 400 м.
- Морша́нская улица проходит между улицами Энергостроителей и Физкультурной от юго-восточной границы посёлка на северо-запад до дома № 7 по улице Энергостроителей. Сначала это был Морша́нский проезд, который был образован 23 апреля 1976 года. 14 февраля 1977 года его переименовали в улицу. Оба названия связаны с городом Моршанском. Моршанская — одна из центральных улиц Матырского. На ней расположены универмаг (ныне «Покупайка», дом № 9), Матырский отдел по работе с населением (администрация, дом № 7), начальная школа № 39 (дом № 10), детский сад № 117 (дом № 11), средняя школа № 54 (дом № 22). Кроме того, перед универмагом находится автобусное кольцо «ДК „Матыра“» маршрутов № 40 и 340. Протяжённость 670 м.
- Му́рманская улица проходит от Сельскохозяйственной до Калужской улицы (между Кавказской и Алтайской улицами). Образована в начале 1970-х годов как Молодёжная улица. 3 августа 1976 года получила нынешнее имя (по городу Мурманску) при переименовании всех улиц в посёлке, имевших «тёзок» в остальной части Липецка (в городе уже существовала Молодёжная улица). Улица имеет частную застройку. Протяжённость 180 м.
- Улица Наде́жды состоит из двух частей: 1-я — проходит до Каштанового проезда между улицами Энергостроителей и Земляничной; 2-я — проходит от улицы Энергостроителей до улицы Ануфриева параллельно Виноградному переулку. Пересекает улицу Папанина. Образована 8 июня 1993 года. Застроена частными домами (коттеджами). Протяжённость 780 м.
- Некта́рная улица проходит от Радужной улицы в сторону Грязинского шоссе (между Фиалковой и Черешневой улицами). Образована на новом участке индивидуальной застройки, располагавшемя к западу от посёлка, но входившем в состав Грязинского района. Улица первоначально называлась Тени́стой. 1 марта 2006 года этот участок передали Липецку и включили в состав Матырского, а улица получила своё нынешнее имя. Протяжённость 520 м.
- Оре́ховая улица проходит от Радужной улицы в сторону Грязинского шоссе (между Ивовой и Грушевой улицами). Образована в новом участке индивидуальной застройки, располагавшемя к западу от посёлка, но входившем в состав Грязинского района. Улица первоначально называлась Чернозёмной (по характеру здешней почвы). 1 марта 2006 года этот участок передали Липецку и включили в состав Матырского, а улица получила своё нынешнее имя. Протяжённость 450 м.
- Улица Папа́нина проходит от Виноградного переулка до Жасминового переулка (между улицами Абрикосовой и Ануфриева). Пересекает улицу Надежды. Образована 8 июня 1993 года в западной части посёлка. Названа в честь советского полярного исследователя, дважды Героя Советского Союза, почётного гражданина города Липецка И. Д. Папанина (1894—1986). Улица застроена частными домами (коттеджами). Протяжённость 490 м.
- Улица Полу́нина проходит от улицы Ануфриева до Дальней улицы. Образована 26 апреля 1995 года в новом участке застройки в северо-западной части посёлка. Названа в честь боевого лётчика, Героя Советского Союза, уроженца Грязинского района А. И. Полунина (1921—2005). Улица застроена частными домами (коттеджами). Протяжённость 500 м.
- Ра́дужная улица проходит от Малиновой улицы до Фиалковой улицы вдоль садоводств. Образована в новом участке индивидуальной застройки, располагавшемся к западу от посёлка, но входившем в состав Грязинского района. Улица первоначально называлась Кра́йней, так как ограничивала этот участок с северной стороны. 1 марта 2006 года его передали Липецку и включили в состав Матырского, а улица получила своё нынешнее имя. Протяжённость 700 м.
- Рома́шковая улица проходит до Каштанового проезда между Малиновой и Васильковой улицами, начинаясь в ста метрах от Грязинского шоссе. Образована 22 августа 2000 года в новом участке застройки в юго-западной части посёлка. Название условное. Улица застраивается частными домами (коттеджами). Протяжённость 350 м.
- Росси́йская улица проходит от территории птицефабрики «Россия» в северном направлении до границы посёлка с селом Казинкой (параллельно Сельскохозяйственной и Саратовской улицам).. Включена в состав Липецка в 1987 году путём выделения из села Казинки Грязинского района. Названа по России (как вариант — по примыкающей птицефабрике «Россия»). На своём начальном участке улица застроена домами средней этажности. От пересечения с улицей 70 лет Октября и до конца — застройка частная. Протяжённость около 1,3 км.
- Сара́товская улица проходит от Сельскохозяйственной до Калужской улицы параллельно Алтайской улице. Далее продолжается как Российская улица. Образована в начале 1970-х годов как улица Механиза́торов. 3 августа 1976 года получила нынешнее имя (по городу Саратову) при переименовании всех улиц в посёлке, имевших «тёзок» в остальной части Липецка (в городе уже существовала улица Механизаторов). Застройка улицы односторонняя частная. Протяжённость 180 м.
- Се́льскохозя́йственная улица расположена между Российской улицей и улицей Энергостроителей. Образована 14 февраля 1977 года. Улица имеет частную застройку. Все дома заключены внутри кольцевой проезжей части. Протяжённость около 1,1 км.
- Улица 70 лет Октября́ проходит от Российской улицы в восточном направлении до границы посёлка с селом Казинкой. Образована в 1987 году после включена территории улицы в состав Липецка путём выделения из села Казинка Грязинского района. Названа по предстоявшему юбилею Великой Октябрьской социалистической революции. Застройка улицы односторонняя частная. Протяжённость 290 м.
- Славя́нская улица проходит от улицы Надежды до Жасминового переулка (между Сливовой и Абрикосовой улицами). Образована 8 июня 1993 года в западной части посёлка. Названа по славянам. Улица застроена частными домами (коттеджами). Протяжённость 360 м.
- Сли́вовая улица проходит от улицы Надежды до Жасминового переулка (между Каштановым проездом и Славянской улицей). Образована 8 июня 1993 года в западной части посёлка. Название условное. Улица застроена частными домами (коттеджами). Протяжённость 330 м.
- Ура́льская улица проходит от Сельскохозяйственной до Калужской улицы (параллельно Кавказской улице). Образована в начале 1970-х под названием Звёздный переулок. 23 июня 1976 года он был переименован в Уральский (по Уралу), а 11 февраля 1977 года получил статус улицы. Застройка улицы частная одноэтажная. Протяжённость 200 м.
- Фиа́лковая улица проходит от Радужной улицы в сторону Грязинского шоссе (между Нектарной улицей и садоводствами). Образована на новом участке индивидуальной застройки, располагавшемя к западу от посёлка, но входившем в состав Грязинского района. Улица первоначально называлась Полево́й. 1 марта 2006 года этот участок передали Липецку и включили в состав Матырского, а улица получила своё нынешнее имя. Застраивается только левая сторона улицы частными домами. Протяжённость 520 м.
- Физкульту́рная улица проходит от въезда в посёлок со стороны села Казинка до улицы Энергостроителей (между Грязинским шоссе и Моршанской улицей). Образована 3 августа 1976 года. Улица имеет одностороннюю застройку типовыми панельными домами средней этажности. Протяжённость около 1,2 км.
- Чере́шневая улица проходит от Радужной улицы в сторону Грязинского шоссе (между Нектарной и Лозовой улицами). Образована на новом участке индивидуальной застройки, располагавшемя к западу от посёлка, но входившем в состав Грязинского района. Улица первоначально называлась Покро́вской. 1 марта 2006 года этот участок передали Липецку и включили в состав Матырского, а улица получила своё нынешнее имя. Протяжённость 520 м.
- Улица Эне́ргострои́телей проходит от Сельскохозяйственной улицы вдоль Моршанской улицы в северо-западном направлении до улицы Надежды, затем поворачивает на юго-запад и идёт до Грязинского шоссе. Образована в конце 1970-х годов. Названа в честь строителей Липецкой ТЭЦ-2, возводивших поселок Матырский. В 2008 году проезжая часть улицы реконструирована для пропуска общественного транспорта. Улица застроена многоквартирными домами различной этажности. Нумерация, в основном, беспорядочная, давалась по мере возведения зданий. В конце улицы — крупный жилой квартал. К конечному участку примыкает частная застройка. В доме № 4а расположен ДК «Матыра». Протяжённость около 1,1 км.

Переулки
- Бе́личий переу́лок проходит в крайней северо-западной части посёлка между улицами Бахаева и Полунина от улицы Ануфриева до Граничной улицы. Пересекает улицы Знаменского, Басинского и Красивую. Образован в 1995 году. Имеет коттеджную застройку. Протяжённость 400 м.
- Виногра́дный переу́лок проходит от улицы Энергостроителей до улицы Папанина параллельно улице Надежды. Образован в июне 1993 года. Как и многие улицы в посёлке, имеет «фруктово-цветочное» название. Жилая часть переулка имеет индивидуальную застройку. В доме № 16 находится поликлиника медсанчасти «Липецкэнерго».
- До́брый переу́лок проходит между Российской улицей и Тополиным переулком до улицы 70-летия Октября. Образован в июне 2003 года в новом районе индивидуальной застройки в восточной части посёлка. Название условное. Протяжённость 300 м.
- Жасми́новый переу́лок проходит от улицы Папанина до Сливовой улицы. Образован 8 июня 1993 года. Название связано с тем, что многие улицы в Матырском имеют «ботанические» имена. Переулок застроен частными домами. Протяжённость 270 м.
- Тополи́ный переу́лок проходит параллельно Доброму переулку до улицы 70-летия Октября вдоль границы посёлка с селом Казинка. Образован 27 ноября 2001 года в новом районе индивидуальной застройки в восточной части посёлка. Название условное (по тополю), как и множество подобных растительных названий в Матырском. Застроен переулок частными домами. Протяжённость 290 м.

Проезды
- Кашта́новый прое́зд проходит от улицы Надежды до Жасминового переулка вдоль Сливовой улицы. Образован 8 июня 1993 года в западной части посёлка. Название условное (по каштанам). Проезд застроен частными домами (только чётная сторона). Протяжённость 350 м.